# Hidrazonă

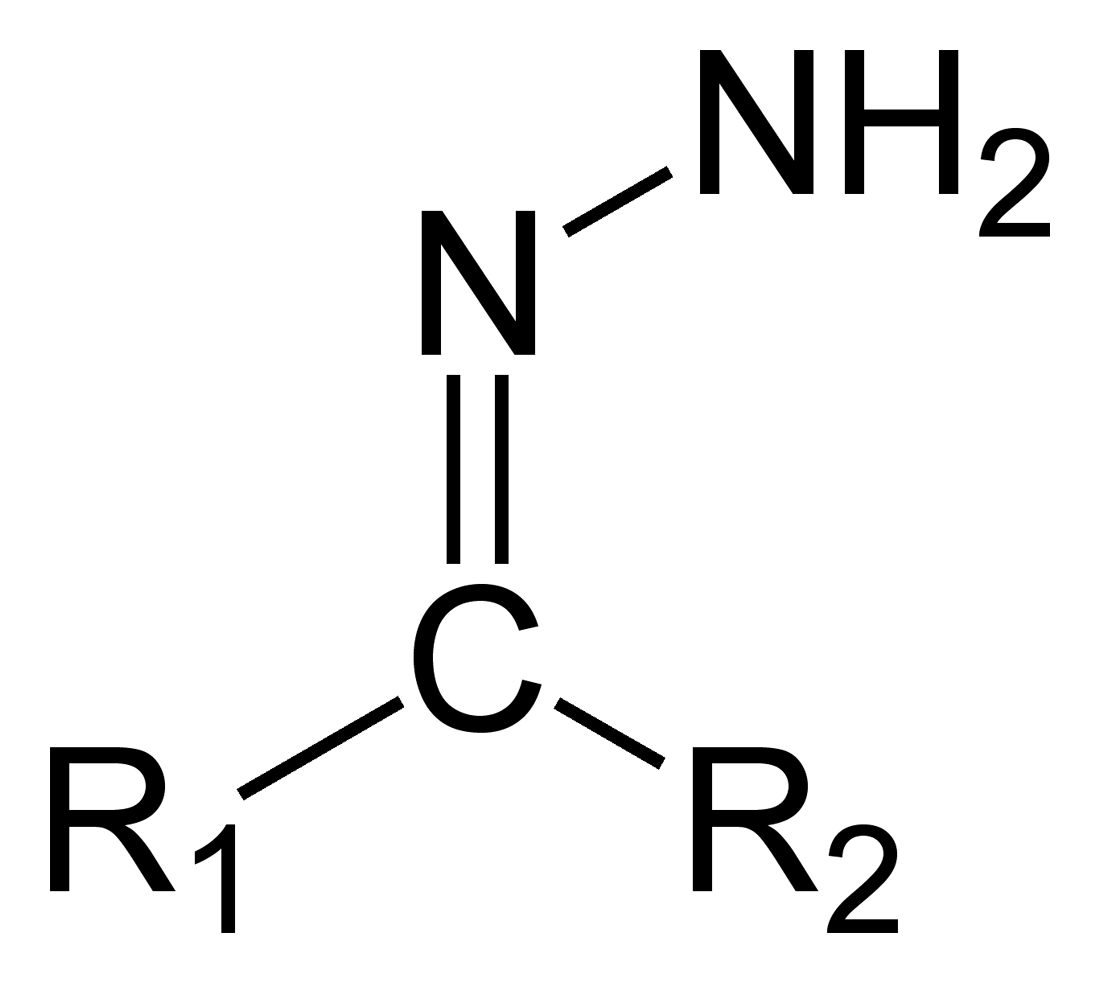
Formula de structură generală a unei hidrazine

Hidrazonele reprezintă o clasă de compuși organici cu structura generală R
1R
2C=NNH
2. Sunt asemănătoare cu cetonele și aldehidele, în structura cărora se înlocuiește atomul de oxigen cu o grupă funcțională NNH
2. 

## Obținere
Hidrazonele se pot obține prin reacția dintre hidrazină și o cetonă sau o aldehidă:
Fenilhidrazina reacționează cu zaharurile reducătoare pentru a forma hidrazone, cunoscute sub numele specific de osazone; formarea lor a fost dezvoltată de către chimistul german Emil Fischer, ca test pentru a diferenția monozaharidele.

## Proprietăți
Hidrazonele sunt sensibile la reacții de hidroliză:
R2C=N−NR'2 + H2O → R2C=O + H2N−NR'2
Alchilhidrazonele sunt de 102 până la 103 ori mai sensibile la hidroliză decât oximele analoge.
Hidrazonele acționează ca intermediari în reacțiile de reducere Wolff-Kishner, care este un proces de reducere a compușilor carbonilici la alcani:

## Gallery

Exemple de hidrazone
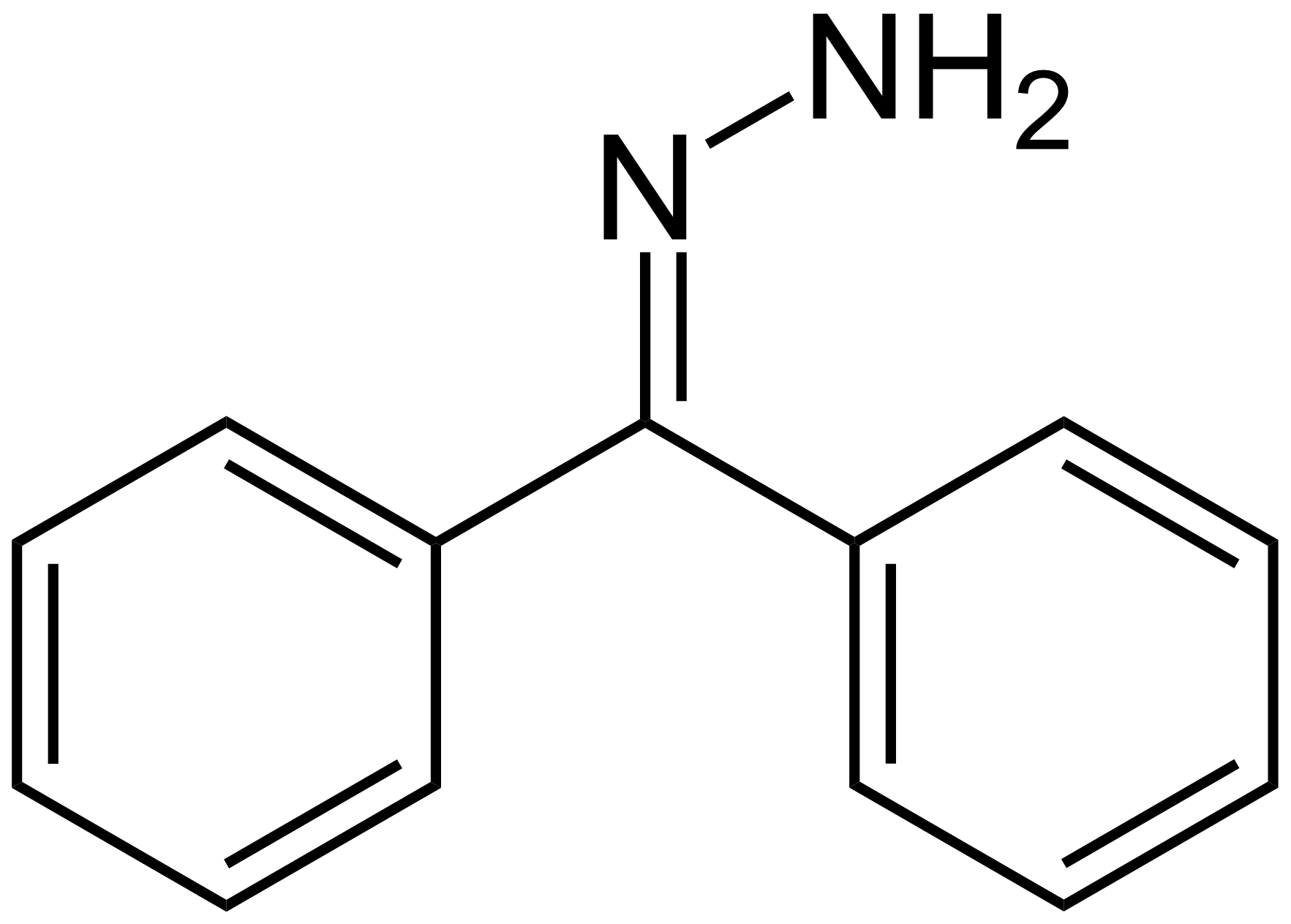
Hidrazona benzofenonei
Hidrazona m-clorofenil carbonil cianurii
Giromitrină, o toxină
Dihidralazină, un medicament antihipertensiv
Furazolidonă, un medicament antiinfecțios